# Érsekvadkert
Érsekvadkert (bis 1906 Vadkert oder Uodkert) ist eine Gemeinde im Komitat Nógrád in Nordungarn mit ungefähr 3733 Einwohnern (Stand 2011).
Archäologische Funde zeugen davon, dass die Gemeinde bereits im 10. Jahrhundert bewohnt war. Sie ist eine der ältesten ungarischen Siedlungen und wurde 1227 erstmals schriftlich erwähnt. Die Osmanen eroberten das Dorf im Jahr 1540. Damals existierten drei benachbarte Siedlungen mit dem Namen Vadkert (Felső-Vadkert = Ober-Vadkert, Közép-Vadkert = Mittel-Vadkert und Alsó-Vadkert = Unter-Vadkert). Die Ortschaft erhielt 1733 das Marktrecht (ung. Mezővárosi jog). Vadkert war von 1733 bis 1870 Marktflecken. Am 22. Januar 1710 fand in der Nähe des Dorfes die „Schlacht von Vadkert-Romhányer“ statt (Aufstand von Franz II. Rákóczi).

## Sehenswürdigkeiten
- Sankt-András-Kirche von 1734
- Parochie von 1743
- Kapelle von 1904
- Ortshistorische Sammlung
- Seen (Derék-pataki tározó, Dobordali-pataki-tározó)